# هيلدا سيليجمان
هيلدا سيليجمان (18 يناير 1882 - 20 ديسمبر 1964) كانت نحاتة ومؤلفة وناشطة بريطانية.
ولدت هيلدا ماكدويل في بلاكبيرن لانكشاير عام 1882. تزوجت من عالم المعادن والمهندس الكيميائي ريتشارد سيليجمان (1878-1972) في لندن عام 1906. لديهم أربعة أبناء: أدريان (1909-2003)، بيتر، أوليفر (الذي قُتل في الحرب العالمية الثانية)، ومادرون (1918-2002)، وابنة: أودري بابيت سيليجمان (1907-1990).
خلال فترة ما بين الحربين، استضافت سيليجمان المهاتما غاندي والإمبراطور هيلا سيلاسي في منزلها في ويمبلدون، لندن. أمضت بعض الوقت في الهند وأسست صندوق «سكيبو» في لندن عام 1945. وقد تم إنشاء الصندوق بإتاوات من كتابها سكيبو أوف نويسوش (1943) عن ماعز يُدعى «سكيبو»، وتبرعات وهدايا من إميلين بيثيك ولورانس وإيزوبيل كريبس. دفع الصندوق ثمن شاحنة صحية متنقلة تم تصنيعها خصيصًا في المملكة المتحدة، ولاحقًا شاحنات صحية أخرى لخدمة القرى المعزولة في الهند وباكستان. تم تسليم عربات الصحة المتنقلة التابعة للصندوق إلى مؤتمر النساء لعموم الهند لإدارتها.
كتب سيليجمان أيضًا كتابين صغيرين آخرين: عندما دعا الطاووس (1940)، أسوكا: إمبراطور الهند (1947). كتب رابندرانات طاغور مقدمة كتاب عندما نادى الطاووس.
في عام 1999 تم تقديم أوراق سيليجمان (المرجع: 7 HSE) كهدية لمكتبة النساء، مدرسة لندن للاقتصاد، حيث لا تزال محفوظة.

## التماثيل
أنشأت سيليجمان تمثالًا لهيللا سيلاسي من الحياة في عام 1936 أثناء منفاه من إثيوبيا، عندما أقام في منزل عائلة سيلجمان لينكولن هاوس. كان التمثال قائمًا في الأصل في أرض المنزل، وبقي هناك حتى هدم المبنى في عام 1957. تم تثبيت التمثال النصفي لاحقًا في حديقة كانيزارو، حيث ظل قائماً حتى 30 يونيو 2020، عندما أسقطه المتظاهرون وحطموه إلى أشلاء.
نحتها البرونزي، ج. بليك، إسق تم عرضه في معهد جلاسكو الملكي للفنون الجميلة المعرض السنوي الثاني والثمانين 1943.
صنعت سيليجمان وتبرع به تمثال نصفي بطول 75 سم (30 بوصة) لشاندراغوبتا موريا مؤسس إمبراطورية موريا الذي حكم من عام 321 قبل الميلاد. إلى 296 قبل الميلاد، للتركيب في مجمع البرلمان الهندي. وهي اليوم تقف في الفناء المقابل للبوابة رقم 5 من مبنى البرلمان، على قاعدة من الحجر الرملي الأحمر.